# جورج توماس (مهندس)
جورج توماس (بالألمانية: Georg Thomas)‏ (و. 1890 – 1946 م) هو مهندس، ومقاوم عسكري ألماني، ولد في فورست، توفي في فرانكفورت، عن عمر يناهز 56 عاماً.

## الخدمة العسكرية
خدم في الجيش الألماني.

## القيادات
تولى قيادة:
- القيادة العليا للفيرماخت.

## جوائز
حصل على جوائز منها:

Military Merit Cross III. Class ‏